# توني جاردنر
توني جاردنر (بالإنجليزية: Tony Gardner)‏ (و. 1964 – م) هو ممثل، وممثل أفلام، من المملكة المتحدة.

## وصلات خارجية
- توني جاردنر على موقع IMDb (الإنجليزية)
- توني جاردنر على موقع ألو سيني (الفرنسية)
- توني جاردنر على موقع ميوزك برينز (الإنجليزية)
- توني جاردنر على موقع أول موفي (الإنجليزية)
- توني جاردنر على موقع قاعدة بيانات الفيلم (الإنجليزية)
- توني جاردنر على موقع كينوبويسك (الروسية)